# 천신신앙

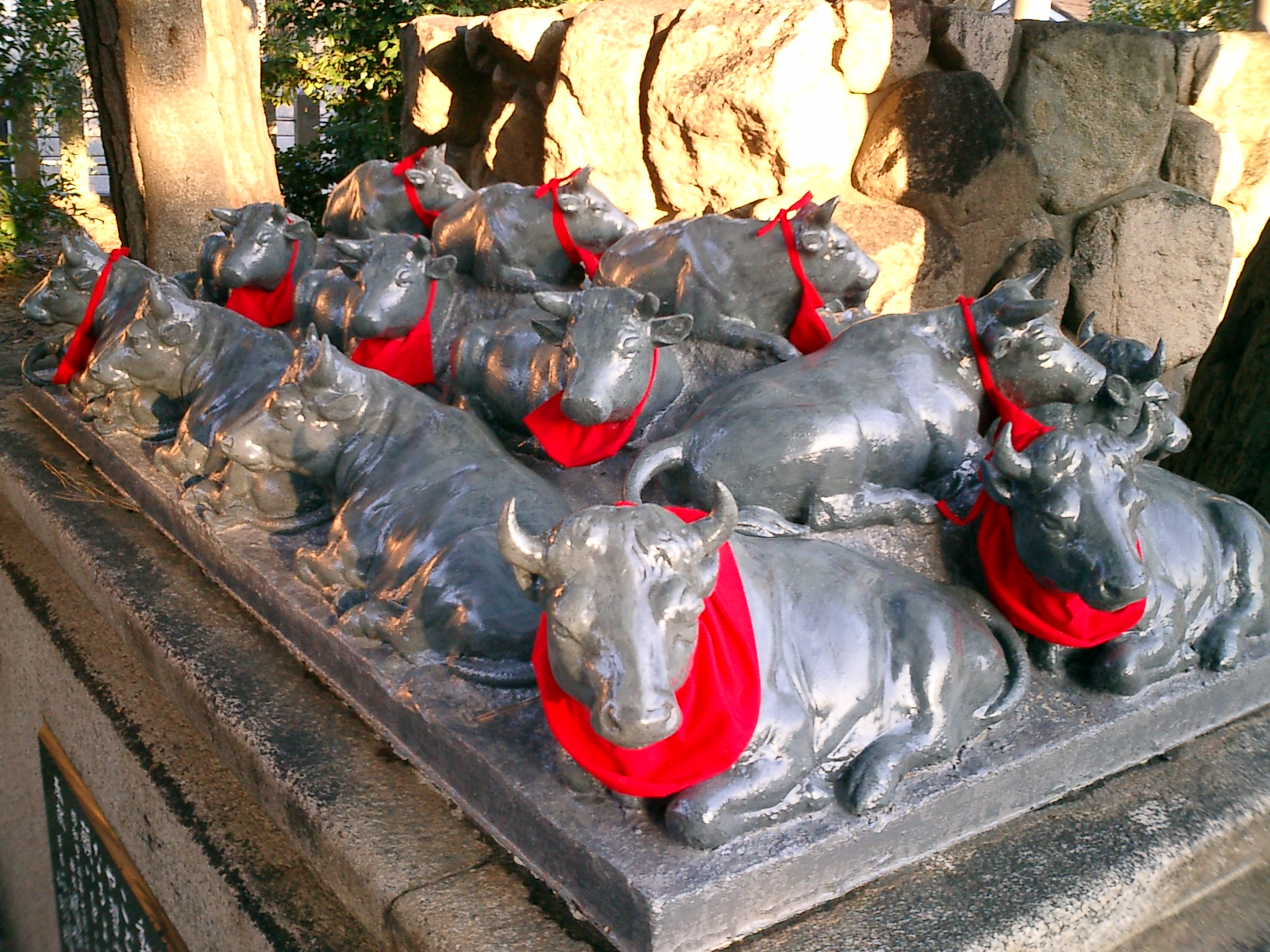
천만궁의 와우

천신신앙(일본어: 天神信仰 텐진신코우[*])은 일본의 천신(천둥신)에 대한 신앙으로, 특히 9세기의 실존인물 스가와라노 미치자네를 ‘천신님(天神様)’으로 공포의 대상이자 기원의 대상으로 삼는 신토 분파다. 이 유파의 신사를 천만궁이라고 한다.
본래 천신이란 국진신과 대조되는 천진신을 일컫는 것이지 특정 신격을 가리키는 말이 아니었으나, 미치자네가 죽은 뒤 그는 천만대자재천신이라는 신격으로 안치되었다. 청량전 낙뢰사건을 계기로 미치자네의 원혼이  기타노 땅에 모셔진 화뢰대신과 연결지어 생각되었다.
후지와라노 토키히라의 음모에 의해 장관에서 대재부로 좌천되어 좌절해 죽은 미치자네를 신앙 대상으로 삼기에 이 신앙은 어령신앙의 성격도 가지고 있다.